# Зелёная Роща (Удмуртия)
Зелёная Роща — деревня в Вавожском районе Удмуртии. Входит в муниципальное образование «Вавожское».

## История
В 1964 г. Указом Президиума ВС РСФСР деревня Начар-Котья переименована в Зелёную Рощу.

## Население
| 2010 | 2012 |
| ---- | ---- |
| 0    | →0   |